# Élections législatives slovènes de 2000
Les élections législatives slovènes de 2000 (en slovène : Državnozborske volitve v Sloveniji 2000) se tiennent le dimanche 15 octobre 2000, afin d'élire les 90 députés de la 3e législature de l'Assemblée nationale pour un mandat de quatre ans.
Le scrutin voit la Démocratie libérale slovène (LDS), récemment écartée du pouvoir par une motion de censure, s'imposer largement avec plus d'un tiers des suffrages exprimés en sa faveur. Le parti Nouvelle Slovénie (NSi) du président du gouvernement Andrej Bajuk termine cinquième, derrière son ancienne formation, le Parti populaire slovène (SLS+SKD). Ayant convaincu ce dernier et la Liste unie des sociaux-démocrates (ZLSD) de s'associer à lui, Janez Drnovšek retrouve le pouvoir à la tête de son quatrième gouvernement.

## Contexte
Lors des élections législatives de 1996, la Démocratie libérale slovène (LDS) du président du gouvernement Janez Drnovšek s'impose avec 27 % des voix, devançant le Parti populaire slovène (SLS). La LDS défend l'intégration de la Slovénie à l'UE et l'Organisation du traité de l'Atlantique nord (OTAN) alors que le SLS soutient une adhésion plus progressive. Drnovšek constitue son troisième gouvernement avec le SLS et le Parti démocrate des retraités slovènes (DeSUS) trois mois et demi plus tard.
À l'occasion de l'élection présidentielle (sl) de novembre 1997, le président de la République sortant Milan Kučan est réélu dès le premier tour avec environ 56 % des voix, devançant largement le président de l'Assemblée nationale Janez Podobnik (sl) du SLS, qui recueille 18,3 % des suffrages.
En avril 2000, le SLS se retire de la majorité parlementaire pour fusionner avec les Chrétiens-démocrates slovènes (SKD), alors dans l'opposition. Une nouvelle coalition se met en place sous l'égide d'Andrej Bajuk entre le SLS+SKD et le Parti social-démocrate de Slovénie (SDSS). Bajuk finit par quitter le Parti populaire pour fonder la Nouvelle Slovénie (NSi).

## Mode de scrutin
L'Assemblée nationale (Državni zbor) est la chambre basse du Parlement bicaméral de la Slovénie. Elle est composée de 90 députés élus pour quatre ans dont 88 au scrutin proportionnel plurinominal de liste avec vote préférentiel et seuil électoral de 4 % dans huit circonscriptions de 11 sièges. Après décompte des voix, les sièges sont répartis dans chaque circonscription sur la base du quotient de Droop, puis au niveau national pour les sièges restants selon la méthode d'Hondt. Pour chaque liste, les mandats sont attribués en fonction du nombre de votes préférentiels obtenus par les candidats.
Les deux autres sièges sont réservés aux minorités italiennes et hongroises à raison d'un député chacune, élus en un seul tour à l'aide d'un système de vote pondéré : la méthode Borda. Les électeurs concernés classent les candidats sur le bulletin de vote en leur attribuant des chiffres en partant de 1 pour leur candidat favori. Le candidat classé en premier reçoit autant de voix que de candidats dans la liste, celui classé deuxième une de moins, et ainsi de suite. Le candidat ayant recueilli le plus de voix est déclaré élu. Les slovènes votant pour les représentants des minorités peuvent aussi participer à l'élection des 88 autres sièges.

## Principales forces politiques
| Parti | Parti                                                                                         | Idéologie                                                            | Chef de file                             | Résultat en 1996          |
| ----- | --------------------------------------------------------------------------------------------- | -------------------------------------------------------------------- | ---------------------------------------- | ------------------------- |
|       | Parti populaire slovène Slovenska ljudska stranka (SLS+SKD)                                   | Centre droit Conservatisme, agrarisme, démocratie chrétienne         | Franc Zagožen (sl)                       | 29,0 % des voix 29 sièges |
|       | Démocratie libérale slovène Liberalna demokracija Slovenije (LDS)                             | Centre Social-libéralisme                                            | Janez Drnovšek                           | 27 % des voix 25 sièges   |
|       | Parti social-démocrate de Slovénie Socialdemokratska stranka Slovenije (SDSS)                 | Centre droit Conservatisme                                           | Janez Janša (Ministre de la Défense)     | 16,1 % des voix 16 sièges |
|       | Liste unie des sociaux-démocrates Združena lista socialnih demokratov (ZLSD)                  | Centre gauche Social-démocratie                                      | Borut Pahor                              | 9 % des voix 9 sièges     |
|       | Parti démocrate des retraités slovènes Demokratična stranka upokojencev Slovenije (DeSUS)     | Centre Social-libéralisme, défense des retraités                     | Janko Kušar (sl)                         | 4,3 % des voix 5 sièges   |
|       | Parti national slovène Slovenska nacionalna stranka (SNS)                                     | Droite à extrême droite Nationalisme, conservatisme, euroscepticisme | Zmago Jelinčič Plemeniti (sl)            | 3,2 % des voix 4 sièges   |
|       | Nouvelle Slovénie - Parti chrétien populaire Nova Slovenija – Kršcanska ljudska stranka (NSi) | Centre droit Démocratie chrétienne, conservatisme                    | Andrej Bajuk (Président du gouvernement) | Inexistant                |

## Résultats
|                           |                                                    |                                  |                                  |                                  |        |               |  |  |
| Parti                     | Parti                                              | Voix                             | %                                | +/-                              | Sièges | +/-           |  |  |
|                           | Démocratie libérale slovène (LDS)                  | 390 306                          | 36,26                            | 9,25                             | 34     | 9             |  |  |
|                           | Parti social-démocrate de Slovénie (SDSS)          | 170 228                          | 15,81                            | 0,32                             | 14     | 2             |  |  |
|                           | Liste unie des sociaux-démocrates (ZLSD)           | 130 079                          | 12,08                            | 3,05                             | 11     | 2             |  |  |
|                           | Liste commune SLS-SKD                              | 102 691                          | 9,54                             | 19,46                            | 9      | 20            |  |  |
|                           | Nouvelle Slovénie - Parti chrétien populaire (NSi) | 93 247                           | 8,66                             | Nv.                              | 8      | 8             |  |  |
|                           | Parti démocrate des retraités slovènes (DeSUS)     | 55 634                           | 5,17                             | 0,82                             | 4      | 1             |  |  |
|                           | Parti national slovène (SNS)                       | 47 214                           | 4,39                             | 1,17                             | 4      | en stagnation |  |  |
|                           | Parti de la jeunesse de Slovénie (SMS)             | 46 674                           | 4,34                             | Nv.                              | 4      | 4             |  |  |
|                           | Verts de Slovénie (Zeleni)                         | 9 691                            | 0,90                             | 0,86                             | 0      | en stagnation |  |  |
|                           | Parti démocratique de Slovénie (sl) (DS)           | 8 079                            | 0,75                             | 1,93                             | 0      | en stagnation |  |  |
|                           | Nouveau Parti                                      | 6 338                            | 0,59                             | 0,49                             | 0      | en stagnation |  |  |
|                           | Voix des femmes slovènes                           | 4 745                            | 0,44                             | Nv.                              | 0      | en stagnation |  |  |
|                           | Slovénie en avant                                  | 3 300                            | 0,31                             | 0,23                             | 0      | en stagnation |  |  |
|                           | Parti de l'Action démocratique                     | 3 208                            | 0,30                             | Nv.                              | 0      | en stagnation |  |  |
|                           | Autres partis                                      | 2 677                            | 0,25                             | –                                | 0      | –             |  |  |
|                           | Indépendants                                       | 2 409                            | 0,22                             | 0,47                             | 0      | en stagnation |  |  |
|                           | Minorités hongroise et italienne                   | Minorités hongroise et italienne | Minorités hongroise et italienne | Minorités hongroise et italienne | 2      | en stagnation |  |  |
|                           |                                                    |                                  |                                  |                                  |        |               |  |  |
| Suffrages exprimés        | Suffrages exprimés                                 | 1 076 520                        | 96,75                            |                                  |        |               |  |  |
| Votes blancs et invalides | Votes blancs et invalides                          | 36 904                           | 3,25                             |                                  |        |               |  |  |
| Total                     | Total                                              | 1 113 424                        | 100                              | –                                | 90     | en stagnation |  |  |
| Abstentions               | Abstentions                                        | 475 104                          | 29,91                            |                                  |        |               |  |  |
| Inscrits/Participation    | Inscrits/Participation                             | 1 588 528                        | 70,09                            |                                  |        |               |  |  |

## Conséquences
Vainqueur du scrutin, Janez Drnovšek retrouve le pouvoir six semaines après les élections en formant son quatrième gouvernement, qui repose sur une alliance entre la LDS, la ZLSD et le SLS.